# Airon-Notre-Dame
Airon-Notre-Dame è un comune francese di 206 abitanti situato nel dipartimento del Passo di Calais nella regione dell'Alta Francia.

## Società

### Evoluzione demografica
Abitanti censiti